# Mercedes Cubero
Mercedes Cubero (Sevilla, 1948) es una cantante española en el ámbito de la copla y el flamenco, cantaora de saetas.

## Trayectoria artística
Nacida en la calle Moratín de Sevilla y criada en Castilleja de la Cuesta, su padre fue gran aficionado a las saetas y desde niña se presentó en concursos radiofónicos cantando saetas, para posteriormente dedicarse profesionalmente al mundo de la copla andaluza. Durante veinte años seguidos fue primera dama en la Exaltación de la Saeta y le cantó a Juan Pablo II en la plaza de España de Roma en 1999.
En 1976 publica su disco Mi copla y mi cante con temas de  Manuel Sánchez Pernía, Antonio Murciano (A. Guadalete) y populares andaluces. En 1978 es invitada al programa Cantares presentado por Lauren Postigo en Televisión Española, un dvd editado del programa da cuenta de su actuación. En 1989 canta en el programa Las Coplas de Canal Sur presentado por Carlos Herrera.  
En 1988 publica el elepé Paloma mía (Sevillanas, fandangos y canciones) con temas de Juan de Dios Pareja Obregón y José Manuel Moya. En 1991 publica su disco Tengo Tengo con piezas obra de Manuel Sánchez Pernía. En 2009 publica Despiértate, trabajo en el que canta por seguiriyas, tarantos, fandangos, saeta y una versión por tangos del Caruso de Lucio Dalla.
Ha recibido el Premio Saetas otorgado por el Ayuntamiento de Sevilla y por Radio Nacional de España, el Premio Cante Nacional por Serranas de Prado del Rey en 1999, el Premio Petenera, otorgado por el pueblo onubense de Paterna del Campo o el Premio Cantes de Levante, de la localidad malagueña de Fuengirola.

## Discografía
- Mi copla y mi cante (1976)
- Paloma mía (1988)
- Tengo tengo (1991)
- Despiértate (2007)
- Desde el balcón de Sevilla